# Летний театр (Новая Каховка)
Летний театр — общественное здание в городе Новая Каховка Херсонской области.

## История
Строительство летнего театра в центральной части города было предусмотрено первым генеральным планом 1951—1954 гг..
Постройка здания по проекту архитекторов Г. В. Зеньковича и Л. А. Хохловой была выполнена строительно-монтажным управлением «Днепрострой» и завершена в 1952 году, на площади перед входом был сооружён фонтан, а вокруг здания был высажен сквер и разбиты клумбы.
Летний театр города действовал в тёплое время года, здесь проходили праздничные, торжественные и культурно-массовые мероприятия (городские праздники, показ кинофильмов, концерты).
Помимо местных творческих коллективов и групп художественной самодеятельности, в разное время в летнем театре выступали известные музыкальные коллективы, заезжавшими в Новую Каховку на гастроли. Среди них «Песняры», «Добры Молодцы» и София Ротару с ансамблем «Червона рута».
В 2015-2018 годы летний театр был отремонтирован (здесь были отремонтированы стропила и карнизы, заменена обрешётка, на крышу была уложена новая черепица типа «бобровый хвост» немецкого производства).

## Описание
Здание летнего театра построено в стиле неоклассицизма из жёлтого ракушечника, добытого в Крыму. Неф театра и фонтанная группа облицованы цветной стеклянной мозаикой.
В сквере у театра установлены фотографии выдающихся людей города.